# Jacques Fortier
Jacques Fortier est un journaliste et auteur français de romans policiers né le 4 juin 1956 à Haguenau (Bas-Rhin).

## Biographie
Titulaire d’une maîtrise en droit, du diplôme de l’Institut d’étude politique de Paris (1978) et du diplôme du Centre de formation des journalistes (1979), Jacques Fortier a été journaliste à France 3 Alsace (1979), au quotidien Le Nouvel Alsacien (1980-1982), journaliste puis rédacteur en chef à France Bleu Alsace (1982-1990), grand reporteur puis chef de service aux Dernières Nouvelles d'Alsace (1991-2018), où il a assuré successivement les rubriques Défense, Religion et Politique. Il a été correspondant à Strasbourg du quotidien Le Monde (1983-2018).
Jacques Fortier est l’auteur de dix romans policiers régionaux dans la collection des « Enquêtes rhénanes » chez Le Verger Éditeur depuis 2009,.

## Publications
- Sherlock Holmes et le mystère du Haut-Koenigsbourg (Le Verger Éditeur, 2009), adapté en bande dessinée par Roger Seiter, scénariste, et Giuseppe Manunta, dessinateur (Le Verger Éditeur, 2013), bande dessinée traduite en espagnol, allemand et anglais.
- Tambov, le camp des Malgré Nous alsaciens et mosellans prisonniers des Russes (La Nuée-Bleue, 2010)
- Quinze jours en rouge (Le Verger Éditeur, 2011)
- Dessine-moi un loup (Le Verger Éditeur, 2013)
- Chapitre fatal à la cathédrale (Le Verger Éditeur, 2015)[4]
- Il est minuit, monsieur Meyer (Le Verger Éditeur, 2016)
- Opération Shere Khan (Le Verger Éditeur, 2018)
- Ce que vous faites au plus petit , entretiens avec Denise Baumann (Éditions du Signe, 2019)
- Les neuf sentinelles des Vosges (Le Verger Éditeur, 2020)
- Le crime de Gutenberg (Le Verger Éditeur, 2021).
- Le maître des horloges (Le Verger Editeur, 2023)
- La Grande Illusion de Jules Meyer (Le Verger Editeur, 2024).

## Prix et distinctions
Prix Templeton du meilleur journaliste religieux européen décerné par la Conférence des Églises européennes (2003)
2e prix de la fondation Alexandre-Varenne pour la presse quotidienne régionale (1999)